# محمد المزوغي
محمد المزوغي، أكاديمي وباحث تونسي وأستاذ الفلسفة بالمعهد البابوي للدراسات العربية والإسلامية بروما، مقيم في إيطاليا. ألف عدد من الداراسات منها: «تفكيك ونقد»، و «عمانويل كانط: الدين في حدود العقل أو التنوير الناقص».

## السيرة الذاتية
ولد الأكاديمي والباحث محمد المزوغي في تونس ويقيم حاليا في إيطاليا. يعمل كأستاذ الفلسفة بالمعهد البابوي للدراسات العربية والإسلامية بروما، وألف عدد من الداراسات والمؤلفات منها: «نيتشه، هايدغر، فوكو. تفكيك ونقد» دار المعرفة، تونس 2004؛ «عمانويل كانط: الدين في حدود العقل أو التنوير الناقص» دار الساقي، بيروت 2007؛ «العقل بين التاريخ والوحي: حول العدمية النظرية في إسلاميات محمد أركون» منشورات الجمل، بيروت 2007؛ «نقد ما بعد الحداثة» في جزأين دار كارم الشريف، تونس 2010؛ «تحقيق ما للإلحاد من مقولة» و"منطق المؤرخ، هشام جعيط: الدولة المدنية والصحوة الإسلامية" وكلاهما صادر عن منشورات الجمل 2014. يكتب محمد المزوغي في مواضيع متنوعة منها الدين الإسلامي، وله العديد من المقالات المنشورة في مجلات متعددة مثل مجلة «الكلمة»، وهي مجلة أدب وفكر.

## أعمال المؤلف[1]
- تحقيق ما للإلحاد من مقولة، منشورات الجمل، 2014.[8]
- عمانوئيل كانط: الدين في حدود العقل أو التنوير الناقص، دار الساقي، 2007.
- العقل بين التاريخ والوحي: حول العدمية النظرية في إسلاميات محمد أركون، منشورات الجمل، 2007.[9]
- التخلص من نيتشه، أفريقيا الشرق، 2018.
- منطق المؤرخ.. هشام جعيط: الدولة المدنية والصحوة الإسلامية، منشورات الجمل.
- في نقد الاستشراق المحور أركون/صالح، افريقيا الشرق، 2017.[10]
- نيتشه، هايدغر، فوكو. تفكيك ونقد، دار نيبور للطباعة والنشر.
- الاستشراق والمستشرقون في فكر هشام جعيّط، منشورات الجمل، 2016.[11]
- فكر ابن خلدون: الحداثة والحضارة والهيمنة، مركز دراسات الوحدة العربية، 2010.
- عمانوئيل كانط، دار الساقي، 2017.
- الحداثيون والقرآن. التأويل الفلسفي للقرآن عند يوسف الصدّيق، 2018.[12]
- في نقد فكر هايدغر، دار نابو للنشر والتوزيع، 2020.[13]
  - محمد: مقتطف من القاموس التاريخي والنقدي لبيار بايل، 2018.
- فينومينولوجيا الأنبياء ,محمد المزوغي,عدد الصفحات: 1148
- موسوعة الحداثيون والقرآن ـ محمد المزوغي, ثلاثة أجزاء
- تحقيق ما للإلحاد من مقولة ,محمد المزوغي, ثلاثة أجزاء
- حالة التنوير في العالم العربي ,محمد المزوغي, تاريخ النشر: 15/01/2024